# Vyuntspakhkite-(Y)
La vyuntspakhkite-(Y) è un minerale.